# Paullinia brentberlinii
Paullinia brentberlinii là một loài thực vật có hoa trong họ Bồ hòn. Loài này được Croat mô tả khoa học đầu tiên năm 1977.